# Landschaftsschutzgebiet Neues Moor - Herrenmoor
Das Landschaftsschutzgebiet Neues Moor - Herrenmoor ist ein Landschaftsschutzgebiet im Landkreis Aurich des Bundeslandes Niedersachsen. Es trägt die Nummer LSG AUR 00025 und liegt vollständig auf dem Gebiet der Stadt Aurich.

## Beschreibung des Gebiets
Das 1974 ausgewiesene Landschaftsschutzgebiet auf dem Gebiet des Auricher Stadtteils Brockzetel umfasst eine Fläche von 2,87 Quadratkilometern und liegt östlich der Straßen Erikaweg und Arnoldsweg und südlich der Brockzeteler Straße. Südliche Begrenzung ist der Ems-Jade-Kanal. Das Landschaftsschutzgebiet fasst das Naturschutzgebiet Brockzeteler Moor als unterschiedlich breiter Streifen ein. Der Großteil des Gebiets wird als Hochmoorgrünland und vereinzelt als Sandmischkultur landwirtschaftlich genutzt. Daneben gibt es einzelne, kleine degenerierte Hochmoorreste. Diese grenzen unmittelbar an das Naturschutzgebiet und spiegeln nach Ansicht des Landkreises Aurich die unterschiedlichen Sukzessionsstadien eines entwässerten Hochmoores wider. Eine Besonderheit stellt der nördliche Kanalseitenstreifen (Ems-Jade-Kanal) dar, der sogenannte Kipp, der durch abwechslungsreiche Gehölz- und Grünlandstrukturen auf bewegtem Relief geprägt wird.

## Schutzzweck
Genereller Schutzzweck sind die Schaffung einer „Pufferzone für das im Kernbereich liegende Naturschutzgebiet Brockzeteler Moor“, der „Erhalt und die Entwicklung der typischen Eigenart der Hochmoorkulturlandschaft mit seinem spezifischen Pflanzen- und Tierartenvorkommen“ sowie die „Erholung durch Naturerleben.“